# De Petten
De Petten is een natuurgebied ten zuiden van Den Hoorn op Texel. Het natuurgebied maakt deel uit van de natuurterreinen in het Lage Land van Texel van Natuurmonumenten en bestaat uit brakke plassen met eilandjes. Elk jaar broeden honderden vogels in De Petten.
In het natuurgebied wordt elke winter de vegetatie verwijderd en elke vier jaar worden er schelpen gestrooid om een goede plaats te creëren voor broedvogels.

## Bron
- Natuurmonumenten